# Spirito del Natale Futuro
Lo Spirito del Natale futuro è il terzo degli spiriti che fa visita a Scrooge nel racconto di Charles Dickens Canto di Natale. Il suo scopo è mostrare all'avido protagonista l'oscuro destino che lo attende se non cambierà il suo modo di vivere.

## Lo Spirito
Lo spirito viene presentato come una figura (scheletro), alta e maestosa, con un lungo mantello nero (presumibilmente la morte personificata) che gli copre interamente il corpo tranne una mano scheletrica con l'indice puntato. Il fantasma terrorizza molto Scrooge che, intimorito, nel momento in cui lo incontra, gli pone molte domande. Lo spettro, però non risponde mai: sta in silenzio e a volte fa solo dei cenni. A differenza dei primi due spiriti, infatti, lo spirito dei Natali Futuri non parlerà mai per tutta la durata della sua apparizione perché incarna la morte stessa e si può dire che non è completamente presente (personaggio statico che incarna una categoria umana, la morte)
All'inizio lo spirito mostra a Scrooge alcuni gruppi di uomini d'affari che parlano con lieve ironia della morte di un loro socio. Quindi il fantasma trasporta Scrooge in uno dei bassifondi londinesi, per poi entrare nella baracca di Joe, un rigattiere. Questo riceve, infatti, la visita di tre uomini: una lavandaia, un addetto delle pompe funebri e una cameriera, tutti giunti a vendere gli oggetti appartenuti al loro defunto datore di lavoro. L'attenzione di Scrooge si focalizza principalmente sulla cameriera, che, a differenza degli altri due compari, che si erano accontentati di rubare oggetti di poco valore, tira fuori dal suo fagotto le tendine e le coperte del letto del morto e la camicia con cui era stato vestito per essere seppellito.
Il fantasma mostra poi a Ebenezer la stanza dove giace il morto di cui aveva sentito parlare, ma non riesce ad intuire di chi si tratti, poiché il volto è coperto dalle lenzuola.
L'azione, si sposta, poi, in casa di due coniugi che si rallegrano per la morte dell'uomo, con il quale avevano un debito, e che concludono le loro esultazioni affermando che colui a cui sarà trasferito il debito non potrà certamente essere più crudele del predecessore.
Continuando il viaggio, poi, i due fanno tappa nella casa di Bob Cratchit, il dipendente di Scrooge. Nella casa visitata precedentemente con lo Spirito del Natale Presente, in cui regnava l'allegria, regna ora, però, una gran tristezza, dovuta alla morte del piccolo Tiny Tim.
Infine, lo spirito del futuro raggiunge un cimitero dove indica a Scrooge una lapide. L'anziano protagonista esita prima di guardare il nome scritto sopra la tomba, per poi scoprire che il nome inciso è il suo e che il morto di cui si parlava nelle precedenti immagini era lui. In preda alla disperazione Scrooge fa voto di mutare vita e di rispettare per sempre il giorno di Natale, a patto che lo spirito conceda che le scene da lui mostrate possano essere cambiate.